# IC 2757
IC 2757 ist eine Balken-Spiralgalaxie vom Hubble-Typ SBa im Sternbild Löwe auf der Ekliptik. Sie ist schätzungsweise 280 Millionen Lichtjahre von der Milchstraße entfernt.
Das Objekt wurde am 27. März 1906 von Max Wolf entdeckt.